# Jacques Sémelin
Jacques Sémelin (Le Plessis-Robinson 1951) és un historiador i politòleg francès. És professor universitari a l'Institut d'études politiques de Paris i director de recerca al Centre Nacional de la Recerca Científica (CNRS).
Els seus treballs tracten sobre els genocidis i les massacres del segle XX des d'una perspectiva pluridisciplinària amb ús de la història, la psicologia social i la ciència política. La seva obra principal ha estat "Purifier et détruire".
També és membre del comitè de redacció de la revista Vingtième Siècle. Revue d'histoire. Dirigeix el projecte electrònic d'una Encyclopédie électronique des violences de masse (Online Encyclopedia of Mass Violence), començada el 3 d'abril de 2008.
Des de la dècada de 1970 s'ha situat a favor dels moviments en favor de la resistència pacífica.

## Publicacions

### En francès
- Pour sortir de la violence, Éditions de l'Atelier, 1983
- La dissuasion civile. Principe de la résistance non-violente dans la stratégie française, ISC, 1985
- Sans armes face à Hitler. Le Résistance civile en Europe (1939–1943), Payot, Paris, 1989, ISBN 2-228-88202-X
  - Réédition en 1998; traducció en anglès
- La Non-violence, amb Christian Mellon, Presses universitaires de France (Que sais-je ?), Paris, 1994, ISBN 2-13-046638-9
- Comprendre la non-violence (amb Jean-Marie Muller), Non Violence Actualité, 1985
- La Non-violence expliquée à més filles, Le Seuil, Paris, 2000, ISBN 2-02-036776-9
- La Liberté au bout des ondes. Du coup de Prague à la chute du mur de Berlin, Belfond, Paris, 1997, ISBN 2-7144-3501-7
  - Traduccions en anglès, espanyol, italià, portuguès, català, japonès, hebreu i indonesi
- Purifier et détruire. Usages politiques des massacres et génocides, Éditions du Seuil, Paris, 2005, ISBN 2-02-047847-1
- J'arrive là où je suis étranger, Éditions du Seuil, Paris, 2007:Explica com malgrat el hàndicap de la seva ceguesa, se n'ha sortit en la vida.

### En català
- La no-violència explicada a les meves filles, Biblioteca Universal Empúries, 2002, ISBN 978-84-7596-929-9.